# Goblin Slayer
Goblin Slayer (ゴブリンスレイヤー?, Goburin Sureiyā) è una serie di light novel dark fantasy scritta da Kumo Kagyū e illustrata da Noboru Kannatsuki, edita da SB Creative sotto l'etichetta GA Bunko dal 15 febbraio 2016. Un adattamento manga ha iniziato la serializzazione su Big Gangan il 25 maggio 2016, mentre un adattamento anime, prodotto da White Fox, è stato trasmesso in Giappone tra il 6 ottobre e il 29 dicembre 2018. Nel 2020 è stato prodotto un lungometraggio, intitolato Goblin Slayer: Goblin's Crown (ゴブリンスレイヤー -GOBLIN'S CROWN-?, Goburin Sureiyā  -GOBLIN'S CROWN-).

## Ambientazione
La storia è ambientata in un mondo fantastico dall'ambientazione medievale. Oltre agli umani e gli animali, esistono gli elfi, i nani e molte altre creature fantastiche, compresi i mostri e i demoni. Esistono la magia e i miracoli e, inoltre, in cielo brillano due lune. Una professione molto nota è quella dell'avventuriero: chi desidera dedicare la propria vita ad aiutare il prossimo, combattendo mostri e altre minacce, può rivolgersi alla Gilda, che gli assegnerà la licenza e la targhetta indicante il suo grado. Gli avventurieri, infatti, hanno un grado che indica la loro forza, abilità, esperienza, e soprattutto gli permette di accedere a missioni dalla sempre maggiore difficoltà oltre che più redditizie.
1. Platino. Il grado più alto, raggiunto finora soltanto da 16 avventurieri. Sono gli avventurieri dai poteri eccezionali che hanno salvato il mondo.
2. Oro. Avventurieri la cui abilità viene richiesta per gestire incarichi di importanza nazionale.
3. Argento. Combattenti veterani. Sono coloro che si occupano di incarichi difficili e pericolosi, in cui sono richieste grandi abilità e competenze specifiche. Sono loro che si occupano di tenere sotto controllo le zone calde e di frontiera, assicurando che i mostri non causino troppi problemi.
4. Bronzo
5. Rubino
6. Smeraldo
7. Zaffiro
8. Acciaio[2]
9. Ossidiana
10. Porcellana. Il grado più basso, che comprende coloro che sono diventati avventurieri da poco e gli avventurieri che, a causa di crimini, sono stati degradati.

In base alle imprese, o alle abilità dimostrate portando a termine le missioni, un avventuriero può essere promosso ad un grado più alto. Se invece un avventuriero si dimostra disonesto e la Gilda lo scopre, può essere degradato.

## Trama
La storia è ambientata in un mondo medievale dove gli avventurieri firmano contratti con una gilda per svolgere lavori e ottenere compensi. Una giovane sacerdotessa alle prime armi si unisce con incertezza a un gruppo di avventurieri in missione per liberare alcune donne rapite dai goblin. Nonostante la presunta facilità dell'impresa, i suoi compagni vengono sconfitti e uccisi, lasciandola preda del terrore che la stessa sorte stia per toccare a lei. In suo soccorso giunge un uomo noto come Goblin Slayer, un risoluto e abile sterminatore di goblin che la ragazza deciderà di assistere come aiutante.

## Personaggi
Particolare dei personaggi è che non vengono chiamati con i loro nomi bensì in base alla loro classe.
Goblin Slayer (ゴブリンスレイヤー?, Goburin Sureiyā)
Doppiato da: Yūichirō Umehara (ed. giapponese), Federico Viola (ed. italiana)
Il protagonista della serie, un esperto avventuriero di grado argento che si interessa solo di sterminare i goblin, al punto che la Gilda gli ha assegnato una classificazione di Specialista a causa sia dell'enorme quantità di goblin che ha ucciso sia del suo lavoro nello studio delle loro abitudini e della loro biologia. I lavori che intraprende coinvolgono solo goblin, anche se spesso viene costretto ad affrontare anche altre creature, laddove i goblin si sono alleati con esse. Il suo tratto più caratteristico è l'ossessione nel cacciare i goblin, nata dopo aver assistito al massacro del suo villaggio, del quale fu l'unico superstite nascondendosi sotto un'asse del pavimento ma dovendo così assistere mentre i goblin seviziavano e uccidevano sua sorella maggiore. Dopo essere rimasto orfano, è stato accolto dallo zio della sua amica d'infanzia (di cui non si sa il nome e chiamata semplicemente "Ragazza della Fattoria"), e usa i suoi compensi per pagare l'affitto. Anche se è aperto all'idea che esistano dei goblin buoni da qualche parte nel mondo, crede che fino a prova contraria gli unici ad esserlo sono quelli che restano rintanati, senza mai dare motivo agli avventurieri di cacciarli. Il suo equipaggiamento appare carente per un avventuriero del suo grado, ma un occhio acuto può notare quanto sia invece perfetto per le sue missioni: un'armatura leggera con un caratteristico elmo, per una buona protezione senza rallentarne troppo l'agilità, un piccolo scudo rotondo e una spada corta, necessari per combattere nelle tane dei goblin, troppo strette per usare una spada normale, e inoltre lo sporco che ricopre tutta la sua attrezzatura nasconde il suo vero odore, che altrimenti i goblin riuscirebbero a percepire. Nonostante sia abile nel corpo a corpo, il suo stile di combattimento si basa più sul pragmatismo, come l'impostazione di trappole, l'uso delle stesse armi del nemico e di qualsiasi cosa che possa portarlo in vantaggio. Anche i suoi compagni notano quanto sia in grado di utilizzare il pensiero laterale: lui, per sconfiggere i nemici, sfrutta le peculiarità dell'ambiente circostante e delle risorse a sua disposizione per ottenere risultati impensabili, come quando utilizza i miracoli della Sacerdotessa, in teoria difensivi, come supporto per attaccare con più efficacia, o quando trasforma una pergamena di teletrasporto in un'arma. Anche se nel corso della storia viene lasciato intendere come le capacità di Goblin Slayer non siano affatto straordinarie, nel senso che sono tutte il risultato di esperienza ed allenamento costante, senza nessun particolare talento (lui stesso ammette che affrontare un'orda di goblin sarebbe troppo anche per lui), viene al contempo chiarito che lui sia comunque una sorta di anomalia, dato che spesso le stesse divinità hanno notato quanto il suo operato sfugga alle loro macchinazioni: emblematico è il fatto che, anni prima, gli dei stabilirono di rendere tragica l'infanzia della loro futura campionessa, Eroina, facendo distruggere l'orfanotrofio in cui lei viveva; ma Goblin Slayer, da poco diventato avventuriero, intervenne e salvò lei ed il resto dell'orfanotrofio, senza che gli dei riuscissero a prevederlo o impedirlo. Il suo volto non viene mai mostrato, i pochi che sono riusciti a vederlo in viso lo descrivono come un ragazzo sorprendentemente di bell'aspetto, ma visibilmente segnato dalla vita che fa: quando viene mostrato la parte posteriore del suo torso, si vede come esso sia ricoperto da numerose cicatrici, mentre nei flashback riguardanti la sua infanzia è possible osservare il colore biondo cenere dei suoi capelli.
Sacerdotessa (女神官?, Onna Shinkan)
Doppiata da: Yui Ogura (ed. giapponese), Laura Cherubelli (ed. italiana)
La protagonista femminile, inizialmente un'avventuriera quindicenne di grado porcellana, il più basso. Con l'avanzare della storia viene promossa al grado ossidiana e poi ferro. Un tempo un'orfana cresciuta in un tempio insieme ad altri orfani come lei, decide di usare le sue doti per diventare un'avventuriera. Le sue caratteristiche sono di essere giovane, gentile e generalmente disponibile. È in grado di usare magie curative, miracoli di luce sacra e incantesimi protettivi con un'elevata competenza. Dopo che la sua prima caccia ai goblin è rapidamente fallita e venendo salvata da Goblin Slayer, decide di unirsi a lui come compagna. Anche dopo gli eventi del suo primo lavoro, desidera ancora essere un'avventuriera e aiutare il gruppo. Un anno dopo essere diventata avventuriera, sostiene l'esame per essere promossa al grado ferro, ma la richiesta è respinta poiché la gilda crede che lei stia cercando di sfruttare Goblin Slayer per ottenere meriti che non ha. Per un breve periodo, quindi, fa squadra con altri avventurieri, tra cui il fratello della defunta Maga, e con cui riesce a dimostrare la propria abilità, per cui riesce ad essere promossa. Mentre combatte al fianco di Goblin Slayer, impara come usare i suoi incantesimi in modo alternativo dal semplice supporto, guadagnandone di nuovi, e ha iniziato a indossare l'armatura man mano che la storia avanza. Successivamente, viene promossa al grado zaffiro.
Elfa Alta Arciera (妖精弓手?, Erufu)
Doppiata da: Nao Tōyama (ed. giapponese), Martina Tamburello (ed. italiana)
Un'avventuriera Elfa Alta (上森人?, hai erufu, lett. "alta persona della foresta") di 2000 anni, di grado argento e di classe Ranger (野伏?, renjā). È venuta con il Nano Mago e il Sacerdote Lucertola per trovare Goblin Slayer e chiedere il suo aiuto: a causa dell'aumento di altri mostri demoniaci, non ci sono abbastanza persone per affrontare i goblin e l'esercito degli elfi non può mobilitarsi per attaccarli, in quanto creerebbe sospetto e panico se l'esercito si concentrasse solo sull'eliminazione di mostri più deboli, perciò hanno ingaggiato loro per occuparsene. Chiama Goblin Slayer "Orcbolg", e inizialmente lo guarda in modo negativo a causa della sua apparenza trasandata e debole, ma in seguito arriva a rispettarlo quando lo vede in battaglia. Inizialmente è piuttosto ingenua, credendo che Goblin Slayer sia un affronto all'idea di un avventuriero perché in realtà non va su ciò che considera "avventure", ma dopo il loro incontro con l'Ogre arriva a rendersi conto di quanto sia forte e coraggioso, diventando determinata a portarlo in una vera avventura con lei e il resto del gruppo. Addirittura, col prosieguo della storia lascerà intendere anche un interesse romantico per lui. Tende a ubriacarsi facilmente a causa di una bassa tolleranza all'alcol.
Nano Incantatore (鉱人道士?, Dowāfu)
Doppiato da: Yūichi Nakamura (ed. giapponese), Riccardo Rovatti (ed. italiana)
Un avventuriero Nano (鉱人?, dowāfu, lett. "persona minerale") di 107 anni di grado argento e di classe Incantatore (精霊使い?, Enchanter, lett. "utilizzatore di spiriti"), membro del gruppo con l'Elfa Alta Arciere e il Sacerdote Lucertola. È una persona per lo più allegra e felice e litiga quasi sempre con l'Elfa Alta. In quanto un nano, è esperto con il metallo, la pietra e l'alcol. Chiama Goblin Slayer "Tagliabarba", e a prima vista è in grado di dire che egli è esperto e forte semplicemente studiandone l'equipaggiamento. A volte si dimostra più esperto dell'Elfa Alta, nonostante sia molto più giovane. È un avventuriero di classe Argento.
Uomo-Lucertola Sciamano (蜥蜴僧侶?, Rizādoman)
Doppiato da: Tomokazu Sugita (ed. giapponese), Luca Ghignone (ed. italiana)
Un avventuriero Uomo lucertola (蜥蜴人?, rizādoman) di grado argento e membro del gruppo con l'Elfa Alta Arciere e il Nano Sciamano. Come la Sacerdotessa, è in grado di usare incantesimi lenitivi ma può anche usare una spada per combattere e può evocare dei famigli scheletrici per aiutarlo in battaglia. Spesso fa da mediatore tra il Nano e l'Elfa Alta, fermando i loro battibecchi. È una persona molto calma e composta che si interessa profondamente alla natura a causa della sua religione. Dimostra un debole per il gusto del formaggio, che trova esotico poiché il suo popolo non alleva bestiame. Il suo obiettivo è quello di diventare un drago.
Ragazza della Fattoria (牛飼娘?, Ushikai Musume)
Doppiata da: Yuka Iguchi (ed. giapponese), Jolanda Granato (ed. italiana)
La migliore amica d'infanzia di Goblin Slayer e una bracciante nella fattoria di suo zio. Viene dallo stesso villaggio di Goblin Slayer, ma al contrario di lui, lei sopravvisse allo sterminio della sua famiglia e di quella di Goblin Slayer perché, quando accadde, in quel momento lei si trovava in città. Suo zio la prese nella sua fattoria come assistente all'inizio, ma la adottò dopo che lei e le famiglie dei Goblin Slayer furono massacrate dai goblin. È una bella ragazza con gli occhi rosa e i capelli rossi corti, che lavora sin dall'infanzia nella fattoria, diventando più forte della media e una brava cuoca. È adattabile, premurosa e allegra, e chiaramente ha a cuore profondamente Goblin Slayer, anche se lui sembra ignaro della profondità del suo affetto.
Ragazza della Gilda (受付嬢?, Uketsukejō)
Doppiata da: Maaya Uchida (ed. giapponese), Francesca Bielli (st.1), Anna Mazza (st.2) (ed. italiana)
Una ragazza che gestisce lo sportello della Gilda come receptionist e distribuisce i contratti agli avventurieri. Mostra preoccupazione per i villaggi che chiedono aiuto contro i goblin, ed è esasperata dal fatto che pochi avventurieri esperti intraprendano tali lavori, lasciandoli a dei principianti inesperti, che rischiano quindi di morire, e per questo ha un grande rispetto per Goblin Slayer. Ha anche una cotta per lui per i suoi modi di fare un po' rudi.
Strega (魔女?, Majo)
Doppiata da: Yōko Hikasa (ed. giapponese), Valentina Pollani (st.2) (ed. italiana)
Un'incantatrice che fa squadra con il Lanciere ed è una conoscente di Goblin Slayer. Parla molto lentamente, facendo una pausa tra ogni parola, e ha abbastanza potere magico da non doversi preoccupare di sprecarlo.
Lanciere (槍使い?, Yari Tsukai)
Doppiato da: Yoshitsugu Matsuoka (ed. giapponese), Ruggero Andreozzi (ed. italiana)
Guerriero facente squadra con la strega e specializzato nel combattimento con la lancia, considerato l'avventuriero più forte delle terre di confine. Di solito sminuisce Goblin Slayer per il suo essere un grado argento che caccia solo goblin. Ha una cotta per la Guild Girl, e questo aumenta ulteriormente la sua rivalità con Goblin Slayer, sapendo quanto la ragazza sia attratta da quest'ultimo. Tuttavia è evidente che nutre un sincero rispetto per Goblin Slayer.
Fanciulla della Spada (剣の乙女?, Tsurugi no Otome)
Doppiata da: Aya Endō (ed. giapponese), Debora Magnaghi (ed. italiana)
Un'ex avventuriera di grado oro facente parte degli eroi che riuscirono a sconfiggere il precedente Signore dei Demoni. A differenza dei suoi compagni non aveva talenti innati, sviluppando le sue abilità da zero. In seguito diventa la più alta autorità della Città dell'Acqua venendo nominata arcivescova del Dio Supremo. In passato è stata accecata dai goblin dopo che la catturarono, e da allora ne ha una profonda paura, assumendo così Goblin Slayer e i suoi amici per affrontare i goblin in agguato sotto la città. Dopo aver terminato In seguito sviluppa forti sentimenti romantici per Goblin Slayer.
Guerriero (戦士?, Senshi)
Doppiato da: Yasuaki Takumi (ed. giapponese), Renato Novara (st.1), ? (st.2) (ed. italiana)
Membro del gruppo di avventurieri di cui ha fatto parte Sacerdotessa prima di incontrare Goblin Slayer. È un avventuriero di grado porcellana ed è un ragazzo che ha sempre sognato di diventare un avventuriero. È amico d'infanzia della Combattente, e come lei e la Maga è vittima della propria inesperienza: convinti che lo sterminio di goblin sia un incarico semplicissimo, i tre reclutano la Sacerdotessa e si avventurano in una tana di goblin senza alcun aiuto o preparazione ulteriore. Entrati nei tunnel, commettono un errore dietro l'altro che portano il Guerriero alla morte.
Combattente (戦闘機?, Sentōki)
Doppiata da: Shizuka Ishigami (ed. giapponese), Giulia Bersani (st.2) (ed. italiana)
Avventuriera di grado porcellana e membro del gruppo di avventurieri di cui ha fatto parte Sacerdotessa prima di incontrare Goblin Slayer. Ha intrapreso questa strada dopo essere stata addestrata dal padre nelle arti marziali. È amica d'infanzia del Guerriero e, come lui e la Maga, sottovaluta l'incarico a cui sono stati assegnati. Dopo essere rimasti vittima, a causa della loro inesperienza, di un'imboscata da parte dei goblin, e dopo aver visto la morte del Guerriero, rimane indietro ad affrontare l'orda in modo che la Sacerdotessa riesca a portare in salvo la Maga, avvelenata da un pugnale. Inizialmente riesce a tenere testa ai goblin, ma quando interviene un hobgoblin non ha speranza e così viene catturata e seviziata, prima di essere salvata dalla Sacerdotessa e Goblin Slayer. Traumatizzata dall'esperienza, rimane in uno stato catatonico, per cui viene inviata al tempio locale nella speranza di riprendersi.
Maga (女魔法使い?, On'na mahōtsukai)
Doppiata da: Kotori Koiwai (ed. giapponese), Ludovica De Caro (ed. italiana)
Avventuriera di grado porcellana e membro del gruppo di avventurieri di cui ha fatto parte la Sacerdotessa prima di incontrare Goblin Slayer. Neo-diplomata all'Accademia dei Saggi della capitale, è considerata un genio nelle arti magiche. Nel gruppo è la meno paziente riguardo ai timori della Sacerdotessa, ma purtroppo questi risultano essere fondati e viene ferita dai goblin con un pugnale avvelenato. Nonostante la Sacerdotessa tenti di curarla, la Maga non guarisce dall'avvelenamento, quindi Goblin Slayer, che le raggiunge troppo tardi per dare alla ragazza l'antidoto, la uccide per risparmiarle ulteriori sofferenze. Ha un fratello minore, che dopo aver saputo della sua morte deciderà di diventare anche lui un avventuriero.
Eroina (勇者?, Yūsha)
Doppiata da: Miyuri Shimabukuro (ed. giapponese), Ludovica De Caro (ed. italiana)
Giovane avventuriera che, per aver sconfitto il Signore dei Demoni, è diventata l'avventuriero che più recentemente ha raggiunto il rango platino. Quando era piccola viveva in un orfanotrofio dove Goblin Slayer, diventato da poco avventuriero, aveva soggiornato temporaneamente. È una dei più forti avventurieri al mondo, ma nonostante questo, rispetta infinitamente il lavoro di Goblin Slayer poiché conosce gli orrori che i goblin potrebbero fare se non ci fossero persone come lui a tenerli a bada. Nella saga letteraria, i capitoli sono talvolta interrotti da brevi narrazioni delle avventure di Eroe e dei suoi compagni. Più avanti, si scopre che gli dei l'avevano scelta sin da quando era nata, per essere la loro campionessa, tuttavia avevano progettato di renderla più forte caratterialmente facendole vivere un'infanzia difficile, distruggendo l'orfanotrofio in cui viveva: peccato che utilizzarono dei goblin, per attaccare l'orfanotrofio, per cui Goblin Slayer intervenne, salvando tutti quanti.

## Media

### Light novel
Originariamente pubblicata online, la serie di light novel è scritta da Kumo Kagyū con le illustrazioni di Noboru Kannatsuki. Il primo volume è stato messo in vendita da SB Creative, sotto l'etichetta GA Bunko, il 15 febbraio 2016 e al 14 luglio 2022 ne sono stati resi disponibili in tutto sedici. Un volume spin-off dal titolo Goblin Slayer gaiden: Year One (ゴブリンスレイヤー外伝：イヤーワン?, Goburin Sureiyā gaiden: Iyā Wan), scritto da Kagyū e illustrato da Shingo Adachi, è stato pubblicato il 15 marzo 2018. Negli Stati Uniti i diritti della serie, spin-off incluso, sono stati acquistati da Yen Press.
| Nº | Data di prima pubblicazione                 | Data di prima pubblicazione                                                              | Data di prima pubblicazione |
| Nº | Giapponese                                  | Giapponese                                                                               |                             |
| -- | ------------------------------------------- | ---------------------------------------------------------------------------------------- | --------------------------- |
| 1  | 15 febbraio 2016                            | ISBN 978-4-7973-8615-8                                                                   |                             |
| 2  | 14 maggio 2016                              | ISBN 978-4-7973-8752-0                                                                   |                             |
| 3  | 15 settembre 2016                           | ISBN 978-4-7973-8834-3                                                                   |                             |
| 4  | 14 gennaio 2017 (ed. regolare & limitata)   | ISBN 978-4-7973-8955-5 (ed. regolare) ISBN 978-4-7973-8956-2 (ed. limitata con drama-CD) |                             |
| 5  | 15 maggio 2017                              | ISBN 978-4-7973-9158-9                                                                   |                             |
| 6  | 15 settembre 2017 (ed. regolare & limitata) | ISBN 978-4-7973-9159-6 (ed. regolare) ISBN 978-4-7973-9160-2 (ed. limitata con drama-CD) |                             |
| 7  | 15 marzo 2018 (ed. regolare & limitata)     | ISBN 978-4-7973-9161-9 (ed. regolare) ISBN 978-4-7973-9529-7 (ed. limitata con drama-CD) |                             |
| 8  | 15 ottobre 2018 (ed. regolare & limitata)   | ISBN 978-4-7973-9809-0 (ed. regolare) ISBN 978-4-7973-9808-3 (ed. limitata con drama-CD) |                             |
| 9  | 15 dicembre 2018 (ed. regolare & limitata)  | ISBN 978-4-7973-9812-0 (ed. regolare) ISBN 978-4-7973-9811-3 (ed. limitata)              |                             |
| 10 | 15 marzo 2019 (ed. regolare & limitata)     | ISBN 978-4-8156-0095-2 (ed. regolare) ISBN 978-4-8156-0094-5 (ed. limitata con drama-CD) |                             |
| 11 | 13 settembre 2019                           | ISBN 978-4-8156-0330-4                                                                   |                             |
| 12 | 14 febbraio 2020                            | ISBN 978-4-8156-0333-5                                                                   |                             |
| 13 | 14 ottobre 2020                             | ISBN 978-4-8156-0640-4                                                                   |                             |
| 14 | 12 marzo 2021 (ed. regolare & limitata)     | ISBN 978-4-8156-0812-5 (ed. regolare) ISBN 978-4-8156-0811-8 (ed. limitata con drama-CD) |                             |
| 15 | 14 settembre 2021 (ed. regolare & limitata) | ISBN 978-4-8156-1152-1 (ed. regolare) ISBN 978-4-8156-1192-7 (ed. limitata)              |                             |
| 16 | 14 luglio 2022                              | ISBN 978-4-8156-1346-4                                                                   |                             |

### Manga

Copertina del primo volume dell'edizione italiana, raffigurante Goblin Slayer e la sacerdotessa

Un adattamento manga di Kōsuke Kurose ha iniziato la serializzazione sulla rivista Big Gangan di Square Enix il 25 maggio 2016. Sedici volumi tankōbon sono stati pubblicati tra il 13 settembre 2016 e il 25 febbraio 2025. In Italia la serie è stata annunciata a settembre 2018 da J-Pop e pubblicata dal 17 ottobre dello stesso anno. La traduzione dei testi è curata da Alessandro Colombo. Negli Stati Uniti i diritti sono stati acquistati sempre da Yen Press.
| 1  | 13 settembre 2016                      | ISBN 978-4-7575-5116-9 | 17 ottobre 2018  | ISBN 978-88-3275-603-6 |
| 1  | Capitoli - Capitoli 1-4 - Intermezzo   |                        |                  |                        |
| 2  | 25 febbraio 2017                       | ISBN 978-4-7575-5258-6 | 5 dicembre 2018  | ISBN 978-88-3275-666-1 |
| 2  | Capitoli - Capitoli 5-9 - Intermezzo   |                        |                  |                        |
| 3  | 13 settembre 2017                      | ISBN 978-4-7575-5471-9 | 13 febbraio 2019 | ISBN 978-88-3275-719-4 |
| 3  | Capitoli - Capitoli 10-15 - Intermezzo |                        |                  |                        |
| 4  | 13 marzo 2018                          | ISBN 978-4-7575-5603-4 | 10 aprile 2019   | ISBN 978-88-3275-778-1 |
| 4  | Capitoli - Capitoli 16-21 - Intermezzo |                        |                  |                        |
| 5  | 25 settembre 2018                      | ISBN 978-4-7575-5860-1 | 12 giugno 2019   | ISBN 978-88-3275-871-9 |
| 5  | Capitoli - Capitoli 22-26 - Intermezzo |                        |                  |                        |
| 6  | 13 dicembre 2018                       | ISBN 978-4-7575-5944-8 | 28 agosto 2019   | ISBN 978-88-3275-936-5 |
| 6  | Capitoli - Capitoli 27-30 - Intermezzo |                        |                  |                        |
| 7  | 25 giugno 2019                         | ISBN 978-4-7575-6175-5 | 30 ottobre 2019  | ISBN 978-88-349-0080-2 |
| 7  | Capitoli - Capitoli 31-35 - Intermezzo |                        |                  |                        |
| 8  | 25 novembre 2019                       | ISBN 978-4-7575-6388-9 | 3 giugno 2020    | ISBN 978-88-349-0271-4 |
| 8  | Capitoli - Capitoli 36-40 - Intermezzo |                        |                  |                        |
| 9  | 12 febbraio 2020                       | ISBN 978-4-7575-6521-0 | 18 novembre 2020 | ISBN 978-88-349-1509-7 |
| 9  | Capitoli - Capitoli 41-44 - Intermezzo |                        |                  |                        |
| 10 | 12 ottobre 2020                        | ISBN 978-4-7575-6904-1 | 9 giugno 2021    | ISBN 978-88-349-0657-6 |
| 10 | Capitoli - Capitoli 45-51 - Intermezzo |                        |                  |                        |
| 11 | 24 aprile 2021                         | ISBN 978-4-7575-7219-5 | 2 febbraio 2022  | ISBN 978-88-349-0908-9 |
| 11 | Capitoli - Capitoli 52-57 - Intermezzo |                        |                  |                        |
| 12 | 25 dicembre 2021                       | ISBN 978-4-7575-7650-6 | 16 novembre 2022 | ISBN 978-88-349-1206-5 |
| 12 | Capitoli - Capitoli 58-64.5            |                        |                  |                        |
| 13 | 25 agosto 2022                         | ISBN 978-4-7575-8090-9 | 28 giugno 2023   | ISBN 978-88-349-2037-4 |
| 13 | Capitoli - Capitoli 65-72              |                        |                  |                        |
| 14 | 25 maggio 2023                         | ISBN 978-4-7575-8582-9 | 31 ottobre 2023  | ISBN 978-88-349-1302-4 |
| 14 | Capitoli - Capitoli 73-79              |                        |                  |                        |
| 15 | 25 marzo 2024                          | ISBN 978-4-7575-9117-2 | 18 dicembre 2024 | ISBN 978-88-349-3151-6 |
| 15 | Capitoli - Capitoli 80-87              |                        |                  |                        |
| 16 | 25 febbraio 2025                       | ISBN 978-4-7575-9693-1 | 18 giugno 2025   | ISBN 978-88-349-3356-5 |
| 16 | Capitoli - Capitoli 88-95              |                        |                  |                        |

#### Brand New Day
Un secondo adattamento manga della storia principale, sottotitolato Brand New Day (ブランニュー・デイ?, Buran Nyū Dei) e disegnato da Masahiro Ikeno, è stato serializzato su Big Gangan dal 25 maggio 2018 al 25 maggio 2019. La trama ripercorre le vicende dal volume quattro delle light novel. Due volumi tankōbon sono stati pubblicati tra il 25 settembre 2018 e il 25 giugno 2019. In Italia è stato annunciato durante il Comicon Bergamo 2025 da Edizioni BD che lo pubblicherà sotto l'etichetta J-Pop.
| 1 | 25 settembre 2018        | ISBN 978-4-7575-5862-5 | 2025 |
| 1 | Capitoli - Capitoli 1-4  |                        |      |
| 2 | 25 giugno 2019           | ISBN 978-4-7575-6177-9 | 2025 |
| 2 | Capitoli - Capitoli 5-10 |                        |      |

#### Spin-off
Un manga spin-off di Kento Eida, intitolato Goblin Slayer gaiden: Year One, ha avuto inizio su Young Gangan il 15 settembre 2017. Tredici volumi tankōbon sono stati pubblicati rispettivamente il 13 marzo 2018 e il 25 febbraio 2025.
| 1  | 13 marzo 2018               | ISBN 978-4-7575-5653-9 |
| 1  | Capitoli - Capitoli 1-6     |                        |
| 2  | 25 settembre 2018           | ISBN 978-4-7575-5861-8 |
| 2  | Capitoli - Capitoli 7-12    |                        |
| 3  | 13 dicembre 2018            | ISBN 978-4-7575-5945-5 |
| 3  | Capitoli - Capitoli 13-18   |                        |
| 4  | 25 giugno 2019              | ISBN 978-4-7575-6176-2 |
| 4  | Capitoli - Capitoli 19-25   |                        |
| 5  | 25 novembre 2019            | ISBN 978-4-7575-6389-6 |
| 5  | Capitoli - Capitoli 25.5-32 |                        |
| 6  | 12 ottobre 2020             | ISBN 978-4-7575-6905-8 |
| 6  | Capitoli - Capitoli 33-42   |                        |
| 7  | 24 aprile 2021              | ISBN 978-4-7575-7220-1 |
| 7  | Capitoli - Capitoli 43-52   |                        |
| 8  | 25 dicembre 2021            | ISBN 978-4-7575-7651-3 |
| 8  | Capitoli - Capitoli 53-60   |                        |
| 9  | 25 agosto 2022              | ISBN 978-4-7575-8091-6 |
| 9  | Capitoli - Capitoli 61-70   |                        |
| 10 | 25 maggio 2023              | ISBN 978-4-7575-8583-6 |
| 10 | Capitoli - Capitoli 71-81   |                        |
| 11 | 25 ottobre 2023             | ISBN 978-4-7575-88684- |
| 11 | Capitoli - Capitoli 82-92   |                        |
| 12 | 25 marzo 2024               | ISBN 978-4-7575-9118-9 |
| 12 | Capitoli - Capitoli 93-100  |                        |
| 13 | 25 febbraio 2025            | ISBN 978-4-7575-9694-8 |
| 13 | Capitoli - Capitoli 101-108 |                        |

### Anime

Logo della serie

Copertina della Limited Edition box del Blu-ray, raffigurante Goblin Slayer

Annunciato il 18 febbraio 2018 a un evento di GA Bunko, un adattamento anime di dodici episodi, prodotto da White Fox e diretto da Takaharu Ozaki, è andato in onda dal 6 ottobre al 29 dicembre 2018. La composizione della serie è stata affidata a Hideyuki Kurata, mentre la colonna sonora è stata composta da Ken'ichirō Suehiro. Le sigle di apertura e chiusura sono rispettivamente Rightfully di Mili e Gin no kisei (銀の祈誓?) di Soraru. In Italia gli episodi sono stati trasmessi in streaming in simulcast da Dynit su VVVVID in lingua originale con sottotitoli in italiano, mentre in altre parti del mondo la serie è stata resa disponibile da Crunchyroll.
Il 24 settembre 2020, Dynit conferma un'edizione doppiata in italiano. L'edizione in italiano è uscita su Prime Video il 1º gennaio 2021. Il doppiaggio italiano è stato curato dalla Lylo Italy di Milano sotto la direzione di Luca Semeraro. L'adattamento dei dialoghi dell'edizione italiana è stato effettuato da Kim Turconi.
Una seconda stagione è stata annunciata a fine gennaio 2021 durante l'evento GA Fes 2021, ovvero il 15º anniversario dell'etichetta GA Bunko di SoftBank. È prodotta da Liden Films e diretta da Misato Takada, con Ozaki come direttore principale e Hiromi Kato che cura il character design. Kurata e Suehiro torneranno rispettivamente come sceneggiatore e compositore della colonna sonora. La seconda stagione è stata trasmessa dal 6 ottobre al 22 dicembre 2023. Le sigle di apertura e chiusura sono rispettivamente Entertainment di Mili e Kasumi no mukō e (霞の向こうへ?) di Yuki Nakashima. In Italia i diritti sono stati rinnovati da Dynit che l'ha trasmessa in simulcast in lingua originale con sottotitoli in italiano su Prime Video. Il doppiaggio italiano della seconda stagione è stato annunciato durante il Lucca Comics & Games 2023 ed è stato pubblicato interamente su Prime Video il 10 marzo 2024.

#### Episodi

##### Prima stagione
| Nº   | Titolo italiano Giapponese 「Kanji」 - Rōmaji | In onda          | In onda         |
| Nº   | Titolo italiano Giapponese 「Kanji」 - Rōmaji | Giapponese       | Italiano        |
| 1    | L'epilogo di un gruppo di avventurieri 「ある冒険者たちの結末」 - Aru bōkenshatachi no ketsumatsu | 6 ottobre 2018   | 1º gennaio 2021 |
| 1    | Una giovane sacerdotessa alle prime armi si iscrive nella gilda della città in cui vive per diventare un'avventuriera. Benché la ragazza che lavora al bancone della gilda le consigli di unirsi ad avventurieri esperti la sacerdotessa si fa convincere da altri avventurieri di grado porcellana (il più basso) ad andare insieme a salvare delle ragazze rapite dai goblin, una missione considerata facile. Il gruppo è composto da un guerriero, una combattente di arti marziali e una maga. Una volta giunti nella caverna dei goblin, i quattro inesperti avventurieri cadono in una trappola dei nemici: la maga e la sacerdotessa, rimaste indietro, vengono attaccate alle spalle. I goblin le circondano, immobilizzano la maga e la trafiggono nel ventre con un pugnale. Il guerriero raggiunge le compagne e, preso dalla rabbia, attacca i mostri impedendo alla combattente di aiutarlo. Nel frattempo la sacerdotessa usa uno dei suoi tre miracoli per curare la maga la quale stranamente non si riprende. Dopo essere riuscito a ucciderne alcuni il guerriero perde la sua spada dopo che la lama sbatte contro il soffitto della grotta. Rimasto disarmato il giovane viene brutalmente trucidato dai mostri. La combattente intima alla sacerdotessa di scappare insieme alla maga priva di sensi e inizia a combattere. Sembra avere la meglio fino a quando non si imbatte in un hobgoblin, un goblin molto più grande degli altri, che la scaraventa prima contro la roccia e poi per terra dove gli altri goblin la seviziano brutalmente. Mentre la combattente viene violentata la sacerdotessa con la compagna ferita sottobraccio si dirige verso l'uscita in uno sforzo disperato ma inutile: due goblin si erano divisi dal gruppo per inseguirle. Dopo che la sacerdotessa viene ferita da una freccia alla spalla sembra ormai tutto finito quando un misterioso cavaliere, il cui viso è coperto da un elmo, esce dal buio del tunnel e uccide i due aggressori facilmente. Il cavaliere si identifica come Goblin Slayer ("ammazza goblin"), un avventuriero di grado argento, esperto e interessato solo allo sterminio di goblin. Goblin Slayer cura la sacerdotessa e uccide la maga agonizzante su richiesta di quest'ultima. Infatti il pugnale che l'aveva ferita era avvelenato rendendo impossibile la guarigione condannandola ad una morte lenta e dolorosa. L'avventuriero continua impassibile ad addentrarsi nella caverna e la ragazza, non volendo rimanere da sola, lo segue. I totem in cui gli avventurieri si erano imbattuti precedentemente indicano la presenza di un goblin sciamano a capo della tana. Grazie agli ultimi due miracoli della sacerdotessa rimasti usati per accecare i goblin e l'hobgoblin, Goblin Slayer sfrutta una trappola e un liquido infiammabile e li uccide, per poi dare il colpo di grazia anche allo sciamano ferito in precedenza. Salvate le ragazze rapite e la combattente, Goblin Slayer uccide anche i goblin bambini affinché non si moltiplichino. Nell'epilogo veniamo a sapere che la combattente traumatizzata dalle violenze subite rimane in uno stato catatonico e viene spedita nel tempio locale nella speranza che si riprenda e la sacerdotessa, conscia che ciò che ha vissuto è l'ordine del giorno, decide di seguire Goblin Slayer nei suoi stermini. |                  |                 |
| 2    | L'ammazzagoblin 「小鬼を殺す者」 - Kooni o korosu mono | 13 ottobre 2018  | 1º gennaio 2021 |
| 3    | Visitatori inaspettati 「思いがけない来客」 - Omoigakenai raikyaku | 20 ottobre 2018  | 1º gennaio 2021 |
| 4    | I forti 「強き者ども」 - Tsuyoki monodomo | 27 ottobre 2018  | 1º gennaio 2021 |
| 5    | Avventure e quotidianità 「冒険と日常と」 - Bōken to nichijō to | 3 novembre 2018  | 1º gennaio 2021 |
| 6    | L'ammazzagoblin nella città dell'acqua 「水の街の小鬼殺し」 - Mizu no machi no ko onikoroshi | 10 novembre 2018 | 1º gennaio 2021 |
| 7    | Avanti verso la morte 「死へ進め」 - Shi e susume | 17 novembre 2018 | 1º gennaio 2021 |
| 8    | Mormorii, preghiere, canti 「囁きと祈りと詠唱」 - Sasayaki to inori to eishō | 24 novembre 2018 | 1º gennaio 2021 |
| 9    | Andata e ritorno 「往きて、還りし」 - Yukite, kaerishi | 1º dicembre 2018 | 1º gennaio 2021 |
| 9    | Gli avventurieri scoprono che lo specchio nel sotterraneo è un portale che crea una connessione tra le gallerie della città e le lande in cui vivono i goblin: è da lì che sono arrivati i mostri che li avevano precedentemente attaccati. Altri goblin sopraggiungono sul posto e il gruppo viene messo alle strette. Grazie a una strategia ideata dall'ammazza-goblin e ai dardi magici del nano sciamano, gli avventurieri riescono a far crollare il soffitto del sotterraneo seppellendo i nemici e riparandosi sotto il portale, rivolto verso l'alto, che il sacerdote lucertola e la sacerdotessa hanno divelto dalla parete. Una volta riemersi in superficie, l'ammazza-goblin si reca dalla fanciulla della spada e rivela di aver capito che era stata proprio lei a dare inizio alle scorrerie in città, perché voleva che anche altri sperimentassero la sua profonda paura dei goblin, eredità della violenza che aveva subito in passato. L'ammazza-goblin dichiara anche di aver reso il portale inaccessibile e di averlo gettato nell'oceano. Dopodiché se ne va, non prima di aver assicurato alla fanciulla che sarà sempre disponibile a venire in suo aiuto nel caso si trovasse nuovamente ad avere a che fare con i goblin. |                  |                 |
| 10   | Nel sonno 「まどろみの中で」 - Madoromi no naka de | 8 dicembre 2018  | 1º gennaio 2021 |
| 10.5 | Bilancio dell'avventura 「冒険記録用紙」 - Adobenchā Shīto | 15 dicembre 2018 | —               |
| 10.5 | Episodio riassuntivo degli eventi delle prime 10 puntate. |                  |                 |
| 11   | La festa degli avventurieri 「冒険者の饗宴」 - Bōkensha no kyōen | 22 dicembre 2018 | 1º gennaio 2021 |
| 11   | L'ammazza-goblin rivela alla ragazza di aver rinvenuto numerose tracce di goblin nei pressi della fattoria e le ordina di lasciare la proprietà per trovare rifugio in città. Questa, tuttavia, rifiuta, perché ha intuito che l'ammazza-goblin intende rimanere per difendere casa sua e vuole restare al suo fianco. Il giovane, dunque, si reca alla gilda per cercare di reclutare qualche volontario che lo aiuti nell'impresa: oltre ai membri del suo gruppo abituale, anche molti altri avventurieri decidono di aiutarlo, inclusi alcuni gradi argento e oro, con la promessa che riceveranno un denaro per ogni goblin ucciso. Quella notte, come previsto, i goblin attaccano la fattoria: mentre i guerrieri, coperti delle frecce degli arcieri e dalle stregonerie dei maghi presenti, affrontano il grosso dell'esercito di goblin, l'ammazza-goblin va in cerca del loro capo, che ha identificato come un Signore dei Goblin. |                  |                 |
| 12   | L'epilogo di un certo avventuriero 「ある冒険者の結末」 - Aru bōkensha no ketsumatsu | 29 dicembre 2018 | 1º gennaio 2021 |
| 12   | Mentre gli avventurieri di grado elevato si occupano dei goblin campioni, l'ammazza-goblin affronta il signore dei goblin. Ma il nuovo nemico si rivela troppo forte e riesce a sopraffare il guerriero. Quando però sta per vibrare il colpo mortale, la sacerdotessa, invocando due volte il miracolo di Protezione, lo imprigiona schiacciandolo tra due barriere. Il mostro cerca di impietosirla, ma la ragazza non si lascia ingannare, e l'ammazza-goblin riesce a riprendersi e uccidere il nemico. Alla gilda gli avventurieri festeggiano la vittoria; l'ammazza-goblin spiega alla sacerdotessa che quando i goblin attaccarono il suo villaggio, nessuno venne in aiuto: così, anziché proporre un'impresa attraverso la gilda, aveva preferito tentare la fortuna. Alla fine anche la ragazza chiede una ricompensa: vedere il suo volto. Sospirando, l'ammazza-goblin si toglie l'elmo; e presto anche gli altri avventurieri gli si fanno intorno per guardarlo. "Tutti loro stanotte hanno dato il loro aiuto," spiega la sacerdotessa. "Le persone sono generose... voglio dire: non è solo fortuna." Al che l'ammazza-goblin risponde: "Capisco cosa vuoi dire: spero tu abbia ragione". |                  |                 |

##### Seconda stagione
| Nº | Titolo italiano Giapponese 「Kanji」 - Rōmaji | In onda          | In onda       |
| Nº | Titolo italiano Giapponese 「Kanji」 - Rōmaji | Giapponese       | Italiano      |
| 1  | Un normale giorno di primavera 「ありふれた春の一日」 - Arifureta haru no tsuitachi | 6 ottobre 2023   | 10 marzo 2024 |
| 1  | Terminato l'inverno, la gilda è affollata di giovani che vogliono diventare avventurieri, in numero così elevato che la gilda stessa decide di costruire un campo d'addestramento per evitare che tanti di loro giungano impreparati alla loro prima missione. La sacerdotessa, che è stata elevata al grado ossidiana, aspira a diventare un grado argento come i suoi compagni di avventure: per questo, le viene consigliato di svolgere qualche missione insieme ad avventurieri di grado pari o inferiore al suo per dimostrare il proprio valore. Alla gilda si presenta anche un giovane mago con i capelli rossi che sostiene di voler sterminare tutti i goblin. Goblin Slayer e gli altri portano a termine in un giorno svariate missioni e, quando questi torna alla gilda per riscuotere la ricompensa, trova al suo interno il ragazzo addormentato. Appurando che questi non ha soldi né un luogo dove alloggiare, Goblin Slayer lo invita a passare la notte nel capanno della fattoria dove vive. |                  |               |
| 2  | Il giovane mago dai capelli rossi 「赤毛の少年魔術師」 - Akage no shōnen majutsushi | 13 ottobre 2023  | 10 marzo 2024 |
| 2  | Il giorno seguente, la sacerdotessa e il ragazzo hanno uno screzio dovuto alla sfacciataggine di quest'ultimo: così, un'avventuriera di grado oro propone al gruppo di Goblin Slayer di portare con loro il giovane nella loro prossima missione, in cui sarà la sacerdotessa ad avere il comando, in modo di dimostrare di esserne all'altezza. Il gruppo si reca così presso una tana di goblin dove sono in precedenza scomparsi degli avventurieri. La sacerdotessa non riesce a imporsi come leader e questo comporta il fatto che il mago si separi dal gruppo per rispondere a una richiesta d'aiuto. In una stanza sotterranea, il ragazzo trova una donna legata a uno scranno, unica sopravvissuta del suo gruppo di avventurieri. Il mago uccide con un incantesimo il goblin che la sta torturando, ma il tutto si rivela una trappola, con decine di goblin che accorrono sul posto; tra loro c'è anche un troll, ma fortunatamente intervengono gli altri avventurieri che in breve uccidono i goblin e traggono in salvo la ragazza. Alla fine, grazie agli sforzi congiunti del nano sciamano e della sacerdotessa, Goblin Slayer riesce a uccidere anche il troll. Tornati alla gilda, il ragazzo confessa di voler uccidere i goblin poiché un anno prima questi uccisero sua sorella, una maga di grado porcellana, con un pugnale avvelenato. Goblin Slayer e la sacerdotessa allora si rendono conto, anche a causa della somiglianza, che si tratta della maga che prese parte alla prima disastrosa missione della sacerdotessa, la quale venne uccisa proprio da Goblin Slayer per evitarle una morte lunga e dolorosa a causa del veleno. |                  |               |
| 3  | Il campo d'addestramento nei sobborghi 「町外れの訓練場」 - Machihazure no kunrenjo | 20 ottobre 2023  | 10 marzo 2024 |
| 3  | Nel campo di addestramento costruito nei sobborghi della città, Goblin Slayer e altri avventurieri di alto grado cercano come possono di preparare le nuove reclute a ciò che li attende. Una sera, Goblin Slayer viene invitato a bere da un suo pari grado argento e conoscente della gilda insieme a un grado oro. Dopo la bevuta, i tre uomini discutono su quali fossero i loro sogni quando erano ragazzi e ciò che effettivamente sono riusciti a raggiungere. Il giorno dopo, durante una pausa negli allenamenti, la sacerdotessa chiede a una giovane rhea conosciuta alla gilda di prendere parte insieme a lei a qualche missione in modo di salire di grado; questa accetta e propone di invitare anche altri avventurieri alle prime armi. Quella sera, alla fattoria, Goblin Slayer parla con la ragazza e, dalle parole che i due si scambiano, si capisce che il campo d'addestramento è stato costruito dove un tempo sorgevano le case delle loro famiglie, poi sterminate da un attacco a sorpresa dei goblin. Il giorno seguente, un carpentiere che lavora al campo trova un tunnel sotterraneo da cui emerge un goblin, che viene da lui prontamente ucciso. Tuttavia, altri goblin nascosti nei dintorni si avventano su di lui e attirano l'attenzione degli avventurieri che si trovano al campo. |                  |               |
| 4  | E poi, alla volta dell'avventura... 「そして冒険へ」 - Soshite bōken e | 27 ottobre 2023  | 10 marzo 2024 |
| 4  | Grazie a un'intuizione della sacerdotessa, gli avventurieri capiscono che il bersaglio dell'attacco sono i giovani alle prime armi che, essendo il tramonto, stanno facendo ritorno al villaggio. Mentre la sacerdotessa decide di prendere con sé i grado porcellana rimasti al campo per prestare loro soccorso, Goblin Slayer conduce un gruppo di avventurieri esperti verso uno dei tunnel da cui sono arrivati i mostri. I goblin vengono sterminati senza troppe difficoltà, facendo crollare il soffitto della caverna in cui si trovano, ubicata sotto un lago. Nel frattempo, il gruppo della sacerdotessa riesce a salvare quasi tutti gli avventurieri inesperti, anche grazie all'utilizzo più consapevole dei propri incantesimi da parte del giovane mago. Tornata in città, la sacerdotessa ottiene come riconoscimento per l'impresa che ha portato a termine come leader l'innalzamento di rango ad avventuriera di grado ferro. Il giovane mago, invece, decide di abbandonare la caccia ai goblin e parte insieme alla guerriera rhea per un viaggio alla ricerca di avventure, non prima di essersi congedato da Goblin Slayer. |                  |               |
| 5  | Tagliabarba va al fiume a sud 「かみきり丸、南の川へ」 - Kami kiri maru, minami no kawa e | 3 novembre 2023  | 10 marzo 2024 |
| 5  | Alla gilda giunge un lettera destinata all'elfa: si tratta di un invito al matrimonio della sua sorella maggiore, principessa degli Alti Elfi Silvani. L'elfa estende l'invito ai suoi compagni e alla tenutaria della gilda e propone a Goblin Slayer di invitare anche la ragazza della fattoria. Prima di partire per il reame degli elfi, però, in una missione di routine contro i goblin, il gruppo rinviene delle tavole di pietra recanti un testo scritto in una lingua sconosciuta. Dato che per raggiungere la patria dell'elfa è necessario passare per la Città dell'Acqua, Goblin Slayer decide di affidarle alla Fanciulla della Spada affinché le traduca e capisca cosa c'è dietro. Prima di partire su di una zattera in direzione della foresta degli elfi, gli avventurieri vengono avvertiti del fatto che nell'ultimo periodo diverse imbarcazioni sono calate a picco lungo il fiume e si sospetta che dietro a tali incidenti ci sia l'opera dei goblin. Una volta entrati nel regno degli elfi, gli avventurieri percepiscono una presenza ostile accerchiarli. |                  |               |
| 6  | Il bosco del re elfo 「エルフの王の森」 - Erufu no ō no mori | 10 novembre 2023 | 10 marzo 2024 |
| 7  | Jungle Cruise 「ジャングルクルーズ」 - Janguru Kurūzu | 17 novembre 2023 | 10 marzo 2024 |
| 8  | Cuore di tenebra 「闇の中心」 - Yami no chūshin | 24 novembre 2023 | 10 marzo 2024 |
| 9  | La giovinezza passata, le ceneri odierne 「かつては青春があったが、今は何もない」 - Katsute wa seishun ga attaga, ima wa nanimonai | 1º dicembre 2023 | 10 marzo 2024 |
| 10 | Avventura nella città 「シティアドベンチャー」 - Shiti Adobenchā | 8 dicembre 2023  | 10 marzo 2024 |
| 11 | L'agonia della principessa 「プリンセスの試練」 - Purinsesu no shiren | 15 dicembre 2023 | 10 marzo 2024 |
| 12 | Le mie preghiere giungeranno in cielo? 「祈りよ、あなたは天国に届きましたか？」 - Inori yo, anata wa tengoku ni todokimashita ka? | 22 dicembre 2023 | 10 marzo 2024 |

### Film
Un film intitolato Goblin Slayer: Goblin's Crown (ゴブリンスレイヤー -GOBLIN'S CROWN-?, Goburin Sureiyā  -GOBLIN'S CROWN-) è uscito nelle sale cinematografiche giapponesi il 1º febbraio 2020 mentre in Italia è stato pubblicato su Prime Video il 1º febbraio 2021.